# Gehobene Unterhaltungsmusik
Gehobene Unterhaltungsmusik ist ein Begriff der deutschen Musikkultur, der sich mit der Einführung der Rundfunkorchester in Deutschland in den 1920er Jahren entwickelte. Alternativbegriffe sind Leichte Sinfonik und Radiomusik beziehungsweise Rundfunkmusik.

## Stilistik
Eine Grundlage bildete die Musik des Kurkonzerts seit dem 19. Jahrhundert. Dort spielten die Musiker der Sinfonie- und Opernorchester in den Sommermonaten ein Mischrepertoire zwischen sinfonischer Musik und Salonmusik. Mit dem Aufkommen der Medien Grammophon und Rundfunk entwickelte sich dieses Repertoire zu einer eigenständigen Gattung.
Hauptabnehmer war der Rundfunk mit seinen Unterhaltungsorchestern, der bis in die 1960er-Jahre einen ständigen Bedarf an neuen Kompositionen hatte. Im Unterschied zur Kunstmusik verlangten die Hörer sinfonische Musik (ohne Singstimmen), die nicht mit voller Aufmerksamkeit gehört werden musste. Kennzeichnend für die gehobene Unterhaltungsmusik war die Verwendung einfacher Harmonik mit komplizierter Instrumentation sowie die Einbeziehung von Jazz und Folklore. Eine weitere Besonderheit war die auf die Bedürfnisse des Rundfunks abgestellte Spieldauer der Werke von höchstens 20 Minuten. Als Gattungen waren Charakterstücke, Suiten, Potpourris oder Variationen beliebt, auch virtuose Konzertstücke waren gefragt. Ein typisches Werk dieser Gattung ist Erinnerung an ein Ballerlebnis (1939) von Hans Bund.
Durch den stetigen Bedarf bildete sich ein Stamm berufsmäßiger Komponisten für gehobene Unterhaltungsmusik. Sie waren klassisch ausgebildet und konnten zwischen Unterhaltung und Kunstmusik vermitteln. Dies machte es möglich, die Werke auch im Konzertsaal aufzuführen. Besonders populäre Stücke wurden zusätzlich für Salonorchester arrangiert. Nur selten erschienen die Stücke auf Schallplatte.
Bis Ende der 1960er Jahre wurden Werke der gehobenen Unterhaltungsmusik vielfach von den Rundfunkorchestern eingespielt und von den deutschen Sendern ausgestrahlt. Es zeichnete sich aber bereits ein Trend zu noch kürzeren, bis 5 Minuten dauernden Kompositionen ab. Zugleich verstärkte sich die Ausrichtung auf die aktuelle Tanzmusik. In den 1970er Jahren nahm die Beliebtheit dieses Genres immer mehr ab oder konzentrierte sich auf Arrangements bekannter Evergreens.
In Winterthur (Schweiz) fand von 1991 bis 2017 jedes Jahr das Internationale Festival der Unterhaltungsmusik statt.

## Komponisten (Auswahl)
| - Leroy Anderson - Reto Parolari - Theodor Blumer - Erich Börschel - Willy Czernik - Ernst Fischer - Rio Gebhardt - Mladen Gutesha | - Igo Hofstetter - Toni Leutwiler - Ernst August Quelle - Bernd Scholz - Fried Walter - Klaus Wüsthoff - Kurt Schulzke |